# Józef Hoffmann
Józef Hoffmann (ur. 1954) – polski inżynier chemik. Absolwent Politechniki Wrocławskiej. Od 2012 r. profesor na Wydziale Chemicznym Politechniki Wrocławskiej.